# 次氯酸铜
次氯酸铜是一种无机化合物，化学式为Cu(ClO)2。有漂白性。

## 制备
氧化铜与次氯酸或氯水反应，或硫酸铜和次氯酸钙在溶液中反应，都可以得到Cu(ClO)2。